# Solthörn (Schiff)
Die Solthörn ist ein ehemaliges deutsches Seezeichenschiff.

## Geschichte
Das Schiff wurde unter der Baunummer 6202 auf der Werft Abeking & Rasmussen gebaut und 1967 in Dienst gestellt. Es wurde vom damaligen Wasser- und Schifffahrtsamt Bremerhaven auf der Unter- und Außenweser für die Versorgung und Unterhaltung der Leuchttürme sowie die Versorgung und Kontrolle fester und schwimmender Seezeichen eingesetzt.
Das Schiff wurde nach der Ende 2008 erfolgten Indienststellung des Neubaus Alte Weser außer Dienst gestellt. Im Mai 2009 wurde es für 182.000 Euro über die Vebeg verkauft und in Thor umbenannt.

## Technische Daten und Ausstattung
Das Schiff wird von zwei MTU-Dieselmotoren (Typ: 12V 183 TE62) mit einer Leistung von jeweils 405 kW angetrieben. Es erreicht eine Geschwindigkeit von 13,5 kn.